# Doriopsilla debruini
Doriopsilla debruini is een slakkensoort uit de familie van de Dendrodorididae. De wetenschappelijke naam van de soort is voor het eerst geldig gepubliceerd in 2001 door Perrone.